# Texas Instruments SN76489

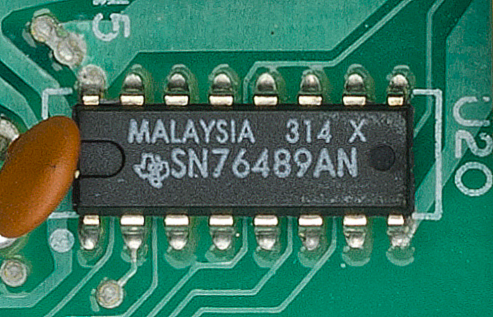

Kopplingsschema för Texas Instruments SN76489.

SN76489 DCSG (Digital Complex Sound Generator) är en enkel digital ljudalstringskrets med tre kanalers polyfoni. Den är även känd som SN76496, TMS9919 och NCR 7496.

## Bakgrund
SN76489 var en heldigital uppföljare till SN76477 CSG (Complex Sound Generator), en delvis analog krets avsedd för leksaker och elektronikexperiment. Texas Instruments lanserade kretsen runt 1978, samtidigt som General Instruments lanserade en liknande lösning vid namn AY-3-8910. Liksom GI:s krets ingick SN76489 i en serie kretsar tänkta att användas till att bygga ett komplett datorsystem eller tv-spel med. I TI:s fall var detta 99xx-serien, och ljudchipset gick då under beteckningen TMS9919. I denna version fann det användning i Texas Instruments egen hemdator TI-99/4A, men såldes under andra beteckningar till andra dator- och speltillverkare. Längst användes kretsen av Sega.

## Uppbyggnad
Kretsen har tre vågformsgeneratorer för att generera enkla fyrkantsvågor, samt en brusgenerator. Detta räcker till att alstra komplicerade ljudeffekter eller till att framföra musik. De tre fyrkantsvågorna kan till exempel stå för melodi, komp och bas, medan brusgeneratorn agerar slagverk.
En extern klocksignal från en kristall förser kretsen med en grundfrekvens, som sedan kan varieras programmässigt. För fyrkantsvåggeneratorerna sker detta genom en räknare som räknar ned från det värde som den försetts med. När det 10 bitar stora värdet har nått noll ändras polariteten på generatorns utgång och räknaren återställs till utgångsvärdet. Detta innebär att höga värden ger lägre toner och vice versa.
Brusgeneratorns frekvensregister är bara två bitar stort, och har alltså bara fyra inställningar. Den fjärde inställningen kopplar dock om styrningen till den tredje tongeneratorn, vilket emellertid innebär att den som programmerar musik på SN76489 måste välja mellan få trumljud eller minskad polyfoni.
Brusgeneratorn har två olika sorters brus:
1. Vitt brus. Det vita bruset är egentligen inte särskilt slumpmässigt, utan genereras via ett 16 bitar långt skiftregister där vissa bitar passerar en XOR-funktion. Vilka bitar dessa är varierar mellan olika versioner av chipset, vilket medför olika brusljud på olika maskiner.
2. "Periodiskt brus". Samma skiftregister matas med sig själv, och utan någon XOR-funktion, vilket ger brusljudet en tonal karaktär.

Varje generator har ett fyra bitar långt register för dämpning – det vill säga motsatsen till volym: Om registret sätts till %1111 kommer inget ljud, medan %0000 ger full volym.
Efter att ljudnivån satts matas alla kanaler in i en mixer som matar ut det färdiga ljudet i mono. Undantaget är Segas Game Gear, som har en enkel stereomixer.

## Användning och utveckling
Förutom TI-99/4A har varianter på SN76489 använts i följande maskiner:
- Acorn BBC
- IBM PCjr
- Colecovision
- Sord M5
- Memotech MTX-500
- VTech Creativision med kloner
- Sega SG-1000 (SN76489AN)
- Sega SC-3000 (SN76489AN)
- Sega Master System (inbyggd i videokretsen)
- Sega Game Gear (inbyggd i videokretsen och försedd med stereopanorering)
- Sega Mega Drive (mest använd för bakåtkompatibilitet och ljudeffekter)
- Tandy 1000 – tidiga versioner använde SN76496/NCR8496 (senare versioner integrerade ljudet i ASIC:en PSSJ)